# Chrastavec
Chrastavec település Csehországban, a Svitavyi járásban. Chrastavec Bělá nad Svitavou, Brněnec, Vítějeves, Rozhraní és Študlov településekkel határos. Lakosainak száma 228 fő (2024. január 1.).

## Népesség
A település lakosságának változását az alábbi diagram mutatja:
| Lakosok száma | 345  | 421  | 531  | 436  | 348  | 272  | 218  | 212  | 218  | 228  |
|               | 1869 | 1890 | 1921 | 1950 | 1980 | 2001 | 2017 | 2019 | 2022 | 2024 |